# Ferrietstaafantenne
Een ferrietstaafantenne is een antenne bestaande uit een ferrietstaaf waaromheen een of meer spoelen zijn gewikkeld. De staaf heeft een diameter van ongeveer 10 millimeter, terwijl de lengte varieert van 5 tot 15 centimeter. De spoelen waarin het te ontvangen signaal verschijnt, zijn meestal van Litzedraad gewikkeld en vormen tevens de ingangskring van de ontvanger. De ingangskringen worden met een afstemcondensator op de te ontvangen frequentie afgestemd. 

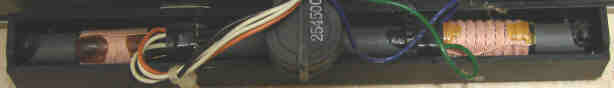
Ferrietstaafantenne in plastic beschermkapje, gemonteerd aan buitenzijde van een tuner

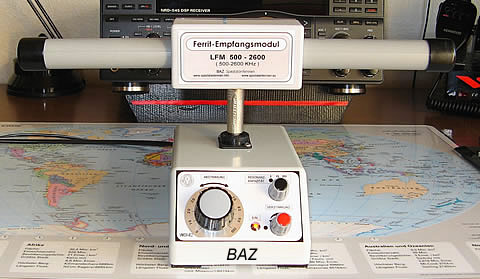
Ferrietstaafantenne voor het ontvangen van lange golf, middengolf

Ferrietstaafantennes worden gebruikt voor de ontvangst van midden- en langegolfzenders. Nadat eind jaren veertig ferriet ontwikkeld was, werd dit materiaal vanaf eind jaren vijftig van de 20e eeuw ook als antenne gebruikt, zowel in vast opgestelde radiotoestellen, als in draagbare radio-ontvangers. Het stralingsdiagram van een ferrietstaafantenne heeft dezelfde vorm als dat van een elektrische dipoolantenne.
Midden- en langegolfzenders zenden een verticaal gepolariseerd veld uit, wat betekent dat het elektrisch veld verticaal gericht is. Omdat in een elektromagnetisch veld het magneetveld loodrecht op het elektrisch veld staat moet een ferrietstaafantenne horizontaal staan opgesteld. Verder moet de ferrietstaaf voor optimale ontvangst loodrecht op de richting staan van waaruit de zender wordt ontvangen. In vast opgestelde radiotoestellen was de ferrietstaafantenne daarom met een knop of anderszins draaibaar, bij een draagbare radio moet men het toestel zelf draaien voor optimale ontvangst.